# Riera de Llitrà
La riera de Llitrà, anomenada més amunt riera de Vilobí i riera de Pacs, és un afluent del riu de Foix que travessa el poble de Vilafranca del Penedès i voreja el nucli de dels Monjos, on constitueix una zona d'interès amb plantes típiques dels boscos de ribera, l'albereda i l'alzinar, i també hi ha una plantació de pollancres. A Vilobí té l'interès afegit de ser una zona de reproducció d'amfibis en una comarca on les zones humides són escasses. Des de l'any 2007 a Vilafranca es treballa amb la recuperació ambiental d'aquesta riera.